# Ellie Kemper
Elizabeth Claire Kemper, nota come Ellie Kemper (Kansas City, 2 maggio 1980), è un'attrice e comica statunitense.
È nota per il ruolo di Erin Hannon nella serie televisiva The Office e per i film Le amiche della sposa e 21 Jump Street. È stata la protagonista della serie televisiva Unbreakable Kimmy Schmidt su Netflix.

## Biografia
Nata a Kansas City, nel Missouri, è la seconda di quattro figli di Dorothy Ann e David Wood Kemper. È la pronipote di Mildred Lane Kemper, a cui è intitolato il Mildred Lake Kemper Museum alla Washington University di Saint Louis. È di origini bretoni ("Kemper" è il nome bretone della città francese Quimper per l'appunto), inglesi, tedesche ed italiane (quest'ultime per mezzo del suo nonno materno). La famiglia si trasferì a St. Louis quando Ellie aveva cinque anni. Ha frequentato la Conway School e in seguito il liceo John Burroughs, dove ha cominciato a interessarsi al teatro e all'improvvisazione comica. Uno dei suoi insegnanti era Jon Hamm.
Dopo essersi laureata in inglese all'Università di Princeton ha iniziato a comparire in diversi sketch del Late Night with Conan O'Brien e negli show The Gastineau Girls e Important Things with Demetri Martin. Scrive inoltre per diverse testate giornalistiche come The Onion, McSweeney's e The Huffington Post.
Fece un provino per la serie televisiva Parks and Recreation; non venne scelta, ma venne in seguito richiamata per interpretare Erin Hannon in The Office. Inizialmente il personaggio era previsto per solo quattro episodi della quinta stagione, ma i produttori rimasero talmente sorpresi dalla performance di Kemper da promuoverla a regular a partire dalla stagione seguente.
Dal 2015 al 2019 è stata protagonista della serie televisiva di Netflix Unbreakable Kimmy Schmidt, creata da Tina Fey e Robert Carlock. Nel 2020 è uscito il film Unbreakable Kimmy Schmidt: Kimmy vs il Reverendo.

## Vita privata
Nel 2012 comincia a frequentare lo scrittore comico Michael Koman, per poi sposarsi il 7 luglio 2012.
La coppia ha due figli: James nato nell'agosto 2016 e Matthew nato nel settembre 2019.

## Filmografia

### Attrice

#### Cinema
- Mystery Team, regia di Dan Eckman (2009)
- In viaggio con una rock star (Get Him to the Geek), regia di Nicholas Stoller (2010)
- Somewhere, regia di Sofia Coppola (2010)
- Le amiche della sposa (Bridesmaids), regia di Paul Feig (2011)
- 21 Jump Street, regia di Phil Lord e Christopher Miller (2012)
- Dimmi quando (Laggies), regia di Lynn Shelton (2014)
- Sex Tape - Finiti in rete (Sex Tape), regia di Jake Kasdan (2014)
- They Came Together, regia di David Wain (2014)
- The Stand In, regia di Jamie Babbit (2020)
- Home Sweet Home Alone - Mamma, ho perso l'aereo (Home Sweet Home Alone), regia di Dan Mazer (2021)
- La felicità per principianti (Happiness for Beginners), regia di Vicky Wight (2023)

#### Televisione
- Sexual Intercourse: American Style – serie TV, episodio 1x03 (2006)
- Redeeming Rainbow, regia di Pat Byrne e Dan McNamara – film TV (2007)
- Mister Glasses – serie TV, 6 episodi (2007-2008)
- Important Things with Demetri Martin – programma TV, puntate 1x07-2x05 (2009-2010)
- The Office – serie TV, 102 episodi (2009-2013)
- NTSF:SD:SUV:: – serie TV, episodio 2x06 (2012)
- The Mindy Project – serie TV, episodi 1x09-1x18-2x08 (2012-2013)
- Unbreakable Kimmy Schmidt – serie TV, 51 episodi (2015-2019)
- Unbreakable Kimmy Schmidt: Kimmy vs il Reverendo (Unbreakable Kimmy Schmidt: Kimmy vs the Reverend), regia di Claire Scanlon (2020)

Programmi TV
- American Baking Show – programma TV (2023)

Podcast
- Born To Love (con Scott Eckert) – podcast (dal 2023)

### Doppiatrice

#### Cinema
- Pets - Vita da animali, regia di Chris Renaud e Yarrow Cheney (2016)
- I Puffi - Viaggio nella foresta segreta (Smurfs: The Lost Village), regia di Kelly Asbury (2017)

#### Televisione
- Robot Chicken – serie animata, episodio 6x02 (2012)
- Sofia la principessa (Sofia the First) – serie animata, 10 episodi (2013-2018)
- American Dad! – serie animata, episodio 9x12 (2014)
- We Bare Bears - Siamo solo orsi (We Bare Bears) – serie animata, 4 episodi (2015, 2017-2018)
- Siamo solo orsi - Il film (We Bare Bears: The Movie), regia di Daniel Chong – film TV (2020)
- I Simpson (The Simpsons) – serie animata, episodio 32x10 (2020)

## Discografia

### Singoli
- 2009 – Male Prima Donna (con Mindy Kaling feat. B. J. Novak e Ed Helms)
- 2017 – Yes And (con Giullian Yao Gioiello,John Tartaglia, Jennifer Barnhart, Frankie Cordero, Stephanie d'Abruzzo, Dorien Davies)
- 2018 – Really Dark Happy Song
- 2022 – Serenades Ellen With a Love Song

## Audiolibri
- 2018 – My Squirrel Days
- 2023 – Happiness For Beginners

## Pubblicazioni
- (EN) My Squirrel Days, Charles Scribner's Sons, 218, ISBN 978-1-5011-6334-0.

## Riconoscimenti
Critics' Choice Awards
- 2016 – Candidatura per la miglior attrice in una serie commedia per Unbreakable Kimmy Schmidt

MTV Movie & TV Awards
- 2012 – Miglior momento "Ma che ca...!" per Le amiche della sposa

- Premio Emmy
  - 2016 – Candidatura per la miglior attrice in una serie commedia per Unbreakable Kimmy Schmidt[8]
  - 2017 – Candidatura per la miglior attrice in una serie commedia per Unbreakable Kimmy Schmidt[9]

- Satellite Award
  - 2017 – Candidatura per la miglior attrice in una serie commedia o musicale per Unbreakable Kimmy Schmidt[10]
  - 2018 – Candidatura per la miglior attrice in una serie commedia o musicale per Unbreakable Kimmy Schmidt[11]
  - 2019 – Candidatura per la miglior attrice in una serie commedia o musicale per Unbreakable Kimmy Schmidt[12]

- Screen Actors Guild Award
  - 2010 – Candidatura per il miglior cast in una serie commedia per The Office
  - 2011 – Candidatura per il miglior cast in una serie commedia per The Office
  - 2012 – Candidatura per il miglior cast in una serie commedia per The Office
  - 2012 – Candidatura per il miglior cast cinematografico per Le amiche della sposa
  - 2013 – Candidatura per il miglior cast in una serie commedia per The Office
  - 2016 – Candidatura per la miglior attrice in una serie commedia per Unbreakable Kimmy Schmidt
  - 2017 – Candidatura per la miglior attrice in una serie commedia per Unbreakable Kimmy Schmidt[13]

## Doppiatrici italiane
Nelle versioni in italiano dei suoi lavori, Ellie Kemper è stata doppiata da:
- Stella Musy in Le amiche della sposa, 21 Jump Street, Dimmi quando
- Eleonora Reti in Unbreakable Kimmy Schmidt, Unbreakable Kimmy Schmidt: Kimmy vs il Reverendo, La felicità per principianti
- Giorgia Locuratolo in The Office
- Daniela Calò in Sex Tape - Finiti in rete
- Ilaria Egitto in They Came Together
- Valentina Mari in Home Sweet Home Alone - Mamma, ho perso l'aereo

Da doppiatrice è sostituita da:
- Francesca Manicone in Pets - Vita da animali e Pets 2 - Vita da animali, I Simpson
- Erica Necci in I Puffi - Viaggio nella foresta segreta
- Antonella Baldini in We Bare Bears